# Carley-Rocher
Carley-Rocher is een historisch Nederlands/Frans merk van lichte motorfietsen.
De bedrijfsnaam was: M. Rocher, Constructeur, Usines a Cenon Vienne, Châtellerault.
Oorspronkelijk Nederlands bedrijf van vader en zoon (Joop sr. en Joop jr.) Carley. Joop Sr. was in de jaren twintig vliegtuigconstructeur. Waarschijnlijk al in 1939 ontwikkelde hij met zijn zoon een 49cc-tweetaktblokje voor een zelf ontworpen frame.
Het eerste prototype reed waarschijnlijk in 1948. Carley weigerde pertinent de machine van trappers te voorzien omdat hij dit niet veilig vond. Daarom kon de Carley in Nederland niet als bromfiets doorgaan en er was dan ook niemand te vinden die de machine in productie wilde nemen.
Hij kwam terecht bij het Franse bedrijf van M. Rocher die van 1950 tot 1952 onder de naam Carley-Rocher de productie op zich nam. Carley bleef echter proberen een Nederlandse producent te vinden en kwam in 1955 terecht bij Empo in Vorden. Dit bedrijf leverde de motorblokjes nog één jaar als inbouwmotor onder de naam Empo-Carley. Ze werden toen echter geproduceerd bij Polynorm in Bunschoten.